# Сан Зено (Виченца)
Сан Зено је насеље у Италији у округу Виченца, региону Венето.
Према процени из 2011. у насељу је живело 134 становника. Насеље се налази на надморској висини од 54 м.